# Nolina longifolia
Nolina longifolia es una especie de planta con rizoma perteneciente a la familia de las asparagáceas. Es originaria de  Norteamérica.

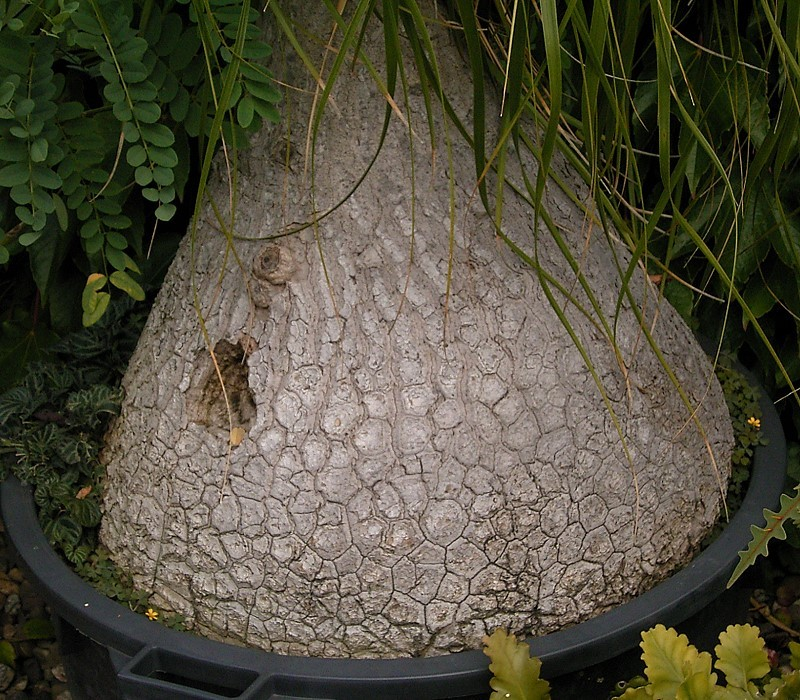
Detalle del engrosamiento de la raíz

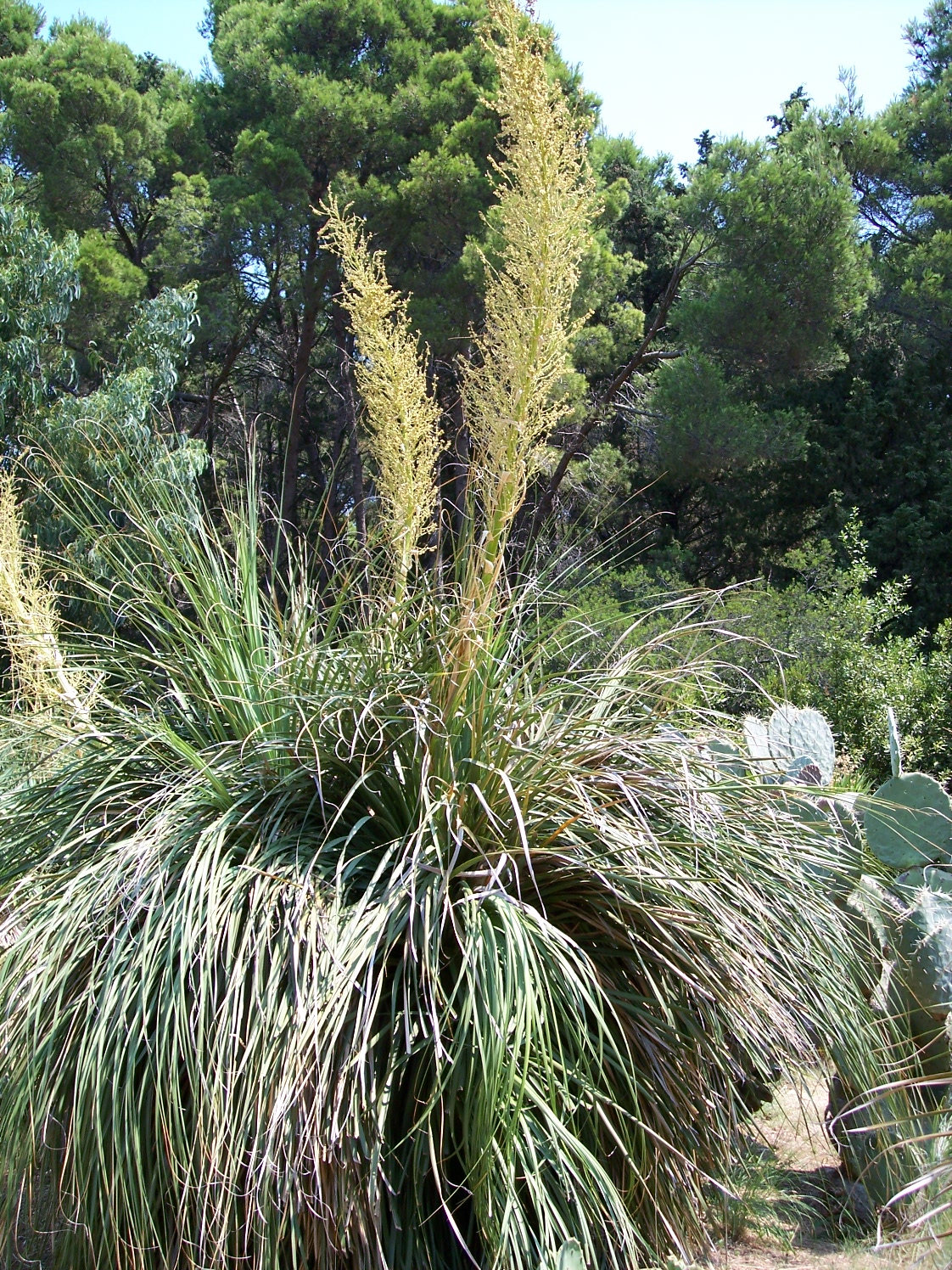
Vista de la planta

## Descripción
Nolina longifolia forma una hinchazón en la base de la planta, con el crecimiento de la raíz corchosa que alcanza un tamaño de 1 a 3 m de altura. Las hojas de color verde suave, laxas, son de 50 a 250 cm de largo por 10- 30 mm de ancho. Las hojas están finamente dentadas. La inflorescencia está ramificada de forma irregular y mide de 1 a 2 m de altura. Las flores de color blanco  son largas y de 1,5 mm de diámetro. El fruto en forma de cápsulas de 8 a 12 mm de largo. Las semillas son de 3-4 mm de diámetro.
Nolina longifolia es resistente a temperaturas de -8 °C. Se utiliza como planta ornamental, con un hábito similar Beaucarnea recurvata.

## Distribución y hábitat
Nolina longifolia se encuentra en México en los estados de Oaxaca y Puebla distribuida en altitudes desde 800 hasta 900 m en el bosque. Está asociada con especies de Dasylirion.
Nolina longifolia se caracteriza por la hinchazón corchosa en la base de la raíz.

## Taxonomía
Nolina longifolia fue descrita por (Karw. ex Schult. & Schult.f.) Hemsl. y publicado en Biologia Centrali-Americana; . . . Botany 3(17): 372, en el año 1884.
Etimología
Nolina: nombre genérico otorgado en honor del botánico francés  Abbé P. C. Nolin, coautor del trabajo publicado 1755 Essai sur l'agricultura moderne.
longifolia: epíteto latíno que significa "con largas hojas".
Sinonimia
- Beaucarnea longifolia (Karw. ex Schult. & Schult.f.) Baker
- Dasylirion longifolium (Karw. ex Schult. & Schult.f.) Zucc.
- Roulinia karwinskiana Brongn.
- Yucca longifolia Karw. ex Schult. & Schult.f.[3]